# Lost Without Your Love
Lost Without Your Love es el sexto y último álbum de Bread, editado en 1977. El tema que le da título al álbum se convirtió en el sexto y último hit del Top 10 del grupo, alcanzando el número 9 en las listas de Estados Unidos Billboard Hot 100 en febrero de 1977. "Hooked On You," otro sencillo del álbum, alcanzó el número 60.

## Lista de canciones
| N.º | Título                   | Escritor(es)               | Duración |  |
| 1.  | «Hooked on You»          | David Gates                | 2:18     |  |
| 2.  | «She's the Only One»     | James Griffin, Royer       | 3:00     |  |
| 3.  | «Lost Without Your Love» | David Gates                | 2:56     |  |
| 4.  | «Change of Heart»        | David Gates, James Griffin | 3:18     |  |
| 5.  | «Belonging»              | David Gates                | 3:17     |  |
| 6.  | «Fly Away»               | James Griffin, Royer       | 3:05     |  |
| 7.  | «Lay Your Money Down»    | David Gates                | 2:41     |  |
| 8.  | «The Chosen One»         | David Gates                | 4:40     |  |
| 9.  | «Today's the First Day»  | James Griffin, Royer       | 3:24     |  |
| 10. | «Hold Tight»             | David Gates                | 3:05     |  |
| 11. | «Our Lady of Sorrow»     | James Griffin, Royer       | 4:14     |  |

## Personal
- David Gates - voz, guitarra, bajo, teclados
- James Griffin - voz, guitarra, teclados
- Larry Knechtel - teclados, bajo, guitarra
- Mike Botts - batería